# Вілфорд Вудрафф
Вілфорд Вудрафф (англ. Wilford Woodruff; 1 березня 1807, Фармінґтон, Коннектикут, США — 2 вересня 1898, Сан-Франциско, США) — четвертий Пророк і Президент Церкви Ісуса Христа Святих останніх днів.

## Біографія
Вілфорд Вудрафф був одним з дев'яти дітей мірошника Афека Вудраффа і його дружини Беули. Коли хлопчику було 15 місяців, його мати померла у віці 26 років. Батько одружився вдруге і Уілфорд виховувався мачухою. Вже в 1821 році (у віці 14 років) почав працювати на млині. У 1832 році разом з братом Ацмоном Уілфордом переселився до штату Нью-Йорк, де ними було придбано ферму.
У грудні 1833 року Вудрафф почув мормонську проповідь і через два дні після цього (31 грудня 1833) був хрещений служителем цього вчення. З 1834 по 1839 рік здійснив шість місіонерських поїздок вже як місіонер, в тому числі у Велику Британію. В 1839 році у віці 32 років Вудраф став членом Кворуму дванадцятьох апостолів. У 1847 році він був у складі першої церковної експедиції в район Великого Солоного озера.
У 1856 році Вудрафф став церковним істориком і пропрацював на цій посаді протягом тридцяти трьох років. Будучи президентом храму в місті Сент-Джордж він під керівництвом Бриґама Янґа стандартизував храмові церемонії. Він був хрещений за померлих підписантів Декларації незалежності США та інших американських батьків-засновників, так як стверджував, що вони відвідали його у видіннях.
У 1887 році після смерті Джона Тейлора яко президент кворуму дванадцяти апостолів прийняв на себе керівництво Церквою, а в 1889 році був обраний новим президентом Церкви. 6 жовтня 1890 Генеральна конференція підтримала «одкровення» Вудраффа про скасування багатоженства — найбільш конфліктного питання між мормонами і владою США. У 1896 році це дозволило території Юта стати новим штатом США.
13 листопада 1894 року Вудрафф ініціював створення генеалогічного товариства штату Юта. Помер 2 лютого 1898 після нетривалої хвороби.

## Приватне життя
Був одружений п'ять разів. Його дружини народили 33 дитини, тринадцять з яких померли раніше батька.